# 小行星5883
小行星5883（英語：5883）是一颗围绕太阳公转的小行星。1993年11月6日，罗伯特·H·麦克诺特在赛丁泉山发现了此天体。
这颗小行星的绝对星等为14.60036460650827等。